# أنوس ميرابيليس

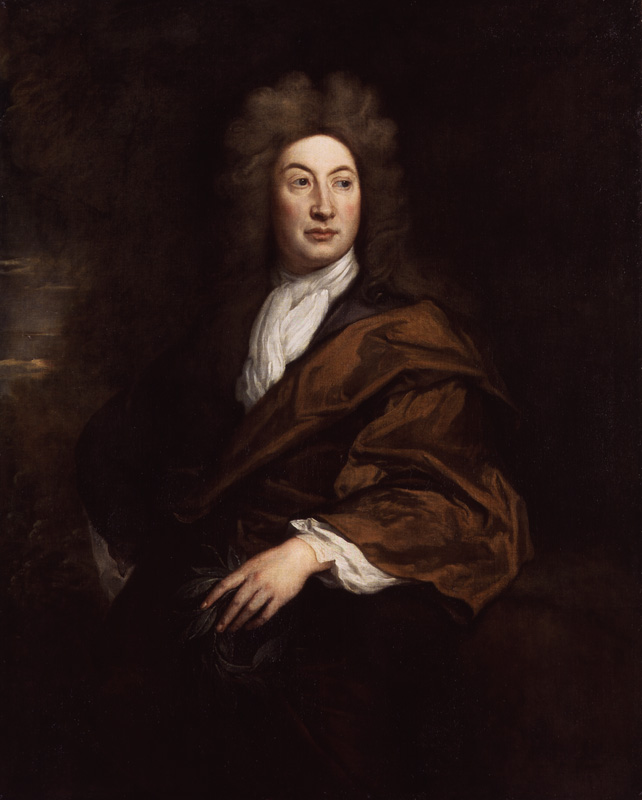

أنوس ميرابيليس هي عباره لاتينية٬ وهي تعني بالعربية السنة العظيمة٬ أو سنة العجائب أو سنة المعجزات٬ وتستخدم في الاصل للتعبير عن عام 1666. ولكن الآن يستخدم هذا المصطلح للاشاره إلى الأعوام المختلفة ذوات الاحداث بالغة الأهمية (على سبيل المثال: عام 2005).

## 1543 عام العلوم
المقالة الرئيسية: الثورة العلمية
بدايه الثورة العلمية كانت عندما:
- نشر الكاتب اندرياس فيسالس كتابه "De humani corporis fabrica libri septem" (عن نسيج الجسد الإنساني وقد صدر في سبع مجلدات)٬ ثائرا على تشريح الإنسان.
- ونشر الكاتب نيكولاس كوربينيكوس كتابه "De revolutionibus orbium coelestium" (عن ثورة الكرات السماويه) وكتبه في نورمبرغ.

## 1666 - سنة العجائب
المقال الرئيسي: قصيده انوس ميرابيليس
طبقا لقاموس جامعة اكسفورد، فان أول استخدام لتلك العبارة اللاتينيه كانت في قصيدة للكاتب جون دريدن تحت هذا المسمى واصفا فيها ٌٌٌٌٌٌالاحداث المهمة التي حدثت في عام 1666.

### الــــعام 1666
و قد ترجمت «انوس ميرابيليس» على أنها «سنة العجائب» أو «سنة المعجزات». فقد شهدت إنجلترا في هذه السنة اضخم الكوارت (على سبيل المثال «حريق لندن العظيم»)
في الواقع ٬ فان الن الكاتب الشاعر اختار ان يترجم غياب الكوارث الاعظم على أنه تدخل معجز من الله ٬ لان الرقم "666 " يدل على الحقارة ٬ فقد توقع العديد من الخبراء حدوث افعال كارثيه في العام 1666.
بالإضافة إلى ذلك ٬ فان الاسطول البريطاني هزم الاسطول الهولندي في موقعة يوم سانت جونز (بالرغم من ان الاسطول الهولندي في العام 1667 حرق معظم سفن الاسطول الإنجليزي كما انها شنت غاره على ميدواي وتشارلز واضطر الاثنان إلى الدعوة من اجل السلام)

### اسحق نيوتن
قام اسحق نيوتن في العام 1666 بعمل العديد من الاكتشافات والاختراعات العظيمة في مجال حساب التفاضل والتكامل٬ والحركة ٬ والبصريات والجاذبيه والتي قد أطلق عليها فيما بعد باسم «اسحاق نيوتنز ميرابيليس». انها السنة التي زعم فيها ان اسحق نيوتن شاهد تفاحه وهي تقع من أعلى شجره والتي استنتج منها قانونه الشهير في الجاذبيه وسميت هذه الحادثة باسم تقاحة نيوتن. حصل نيوتن على الكثير من الوقت للعمل على نظرياته العلمية بعد اغلاق جامعة كامبريدج ابان تفشي مرض الطاعون. وأثناء عودته إلى بلده ٬ فكر في العديد من الأشياء التي لم تتح له الفرصة ان يفكر فيها في كامبريدج.

## المقصود
ان الترجمة الحرفية لــ«انوس ميرابيليس» هي السنة العظيمه أو سنة العجائب أو سنة المعجزات والتي قد ضمت العديد من الحوادث المهمة التي كانت قد افادت البشرية في تقدم المسسيره العلمية كاكتشافات واختراعات ارشميدس.. وفيه أيضا الكثير من الانتصارات كانتصار الاسطول البريطاني على الاسطول الهواندي.
و يطلق الاسم على العديد من السنين التي تضم العديد من الاحداث التي يدونها التاريخ ومن أبرزها العام 1666 والتي قد توقع الناس ان يحدث فيها العجيب من الأشياء واغربها.